# (73081) 2002 GD12
2002 جي دي 12 (ويعرف أيضًا باسم (73081) 2002 جي دي 12 وفق تسمية الكوكب الصغير) (بالإنجليزية: 2002 GD12)‏ هو كويكب ضمن حزام الكويكبات؛ وترتيبه 73081 من حيث الاكتشاف.
اكتُشف هذا الجُرم الفلكي بواسطة William Kwong Yu Yeung ‏ في 15 أبريل 2002.

## وصلات خارجية
- (73081) 2002 GD12 في قاعدة بيانات مختبر الدفع النفاث لأجرام النظام الشمسي الصغيرة

- الاكتشاف · مخطط المدار ·  العناصر المدارية · المعلمات المادية

- (73081) 2002 GD12 على موقع ويكي سكاي: DSS2, SDSS, GALEX, IRAS, Hydrogen α, X-Ray, Astrophoto, Sky Map, Articles and images